# Haşim Aydemir
Haşim Aydemir (Diyarbakir, Lice, 17 september 1979) is een Koerdische regisseur, scenarioschrijver en producent.
Aydemir voltooide zijn lager en middelbaar onderwijs in Adana. Hij studeerde af aan de Universiteit van Istanbul, afdeling Journalistiek. Tijdens zijn schooltijd maakte hij korte films. Hij werkte aan de sets van verschillende tv-series en was betrokken bij het maken van clips en in de regieteams. Aydemir regisseerde Dema Evin Dikeve Dil (documentaire), Ax u Jiyan (tv-serie), Ref (tv-serie), 14 juli (film) en Blackberry Season (film). Aydemir is eigenaar van Tigris Film Productions BV met Erdal Oyunlu (producent).

## Werk

### 1 - Televisieseries
| Jaar | Naam       | Taak      |
| ---- | ---------- | --------- |
| 2010 | Ax u Jiyan | Directeur |
| 2014 | Ref        | Directeur |

### 2 - Films

###### A - Lange films
| Jaar | Naam                 | Taak      |
| ---- | -------------------- | --------- |
| 2013 | Dema Evîn Dikeve Dil | Directeur |
| 2017 | 14 Temmuz            | Directeur |
| 2021 | Blackberry Season    | Directeur |

###### B - Korte films
| Jaar | Naam | Taak      |
| ---- | ---- | --------- |
| 2015 | Mast | Producent |

## Nominaties en prijzen
- 2017 - Duhok International Film Festival Irak, Best Actor en Best Cinematography
- 2018 - Slemani International Film Festival Irak, Special Mention
- 2019 - Freedom Festival International Columbia, South Carolina, Verenigde Staten, Best Feature Film en Best Cinematography
- 2019 - Five Continents International Film Festival Venezuela, Best Drama Feature Film en Special Mention Director Feature Film
- 2019 - Canadian Cinematography Award Toronto, Canada, Best First Time Director Award